# Passirio
Il torrente Passirio (Passer in tedesco) ha origine nei pressi del passo del Rombo (valico frontaliero italo-austriaco) in Alto Adige e, dopo aver attraversato la Val Passiria, confluisce a Merano nell'Adige.
La principale località attraversata è San Leonardo in Passiria.
Nella località di Merano si svolgono importanti gare di canoa e vi si trova la confluenza con il fiume Adige. Il fiume è quindi percorribile in diversi tratti con canoe adeguate.

## Toponimo
Il Passirio viene citato anticamente già attorno al 770 d.C. con il nome latino di Amnis Passires, più tardi Fluvius Pezzerair, Passeran, Perran ed infine come Passer. In italiano negli anni Venti e Trenta si usava anche la variante Passera.

## Storia
Dal XIV secolo il fiume servì al trasporto del legno, che veniva ripreso in rastrelli di legno all'altezza dell'attuale Kurhhaus di Merano.
Il Passirio fu da sempre tristemente famoso per le sue devastanti inondazioni, causate dai frequenti straripamenti del lago Kummersee, nella profonda val Passiria. Il lago si era formato nel 1401 in seguito a una frana. La prima inondazione avvenne nel 1419, e fu la più grande e la più disastrosa per Merano. Venne distrutta la chiesa di Santo Spirito con l'adiacente ospizio; non meno di 400 persone persero la vita.
Altre inondazioni seguirono nel 1503, 1512, 1572, 1721, 1772 e nel 1773. Nel 1774 venne spianato finalmente l'argine. Più volte furono distrutti ponti e parti delle mura. Anche il ponte di legno che si trovava al posto del Ponte Romano di Merano fu più volte travolto.

## La passeggiata lungo il Passirio a Merano
Questa passeggiata è nata grazie alle calamità che sono accadute nella storia, infatti in seguito al grande straripamento del 1817 che danneggiò gravemente Merano, fu deciso di risistemare ed ampliare il muro arginale del centro della città. Sopra questo muro negli anni a seguire si costruì una passeggiata, che andava dal ponte della Posta al ponte del Teatro. Successivamente la passeggiata è stata allungata.

## Canoa nel Passirio
Lungo il torrente Passirio è possibile praticare lo sport della canoa discesa in quattro tratti. Il tratto più alto con partenza da Moso è il più difficile e va affrontato solo da canoisti molto esperti. Il tratto intermedio e il tratto basso sono fattibili per chi è in grado di affrontare il IV grado, mentre il tratto in città è abbastanza facile, anche se non va sottovalutato.
A causa della costruzione di una centralina idroelettrica i due tratti più alti non saranno più fattibili, dato che l'acqua verrà incanalata nelle tubature. Dato che i lavori sono in corso e in via di ultimazione è necessario fare particolarmente attenzione se decidete di scendere questo tratto.